# Bradysia insulana
Bradysia insulana är en tvåvingeart som först beskrevs av Franz Lengersdorf 1930.  Bradysia insulana ingår i släktet Bradysia och familjen sorgmyggor. Inga underarter finns listade i Catalogue of Life.